# 72 Pułk Piechoty Armii Krajowej (warszawski)

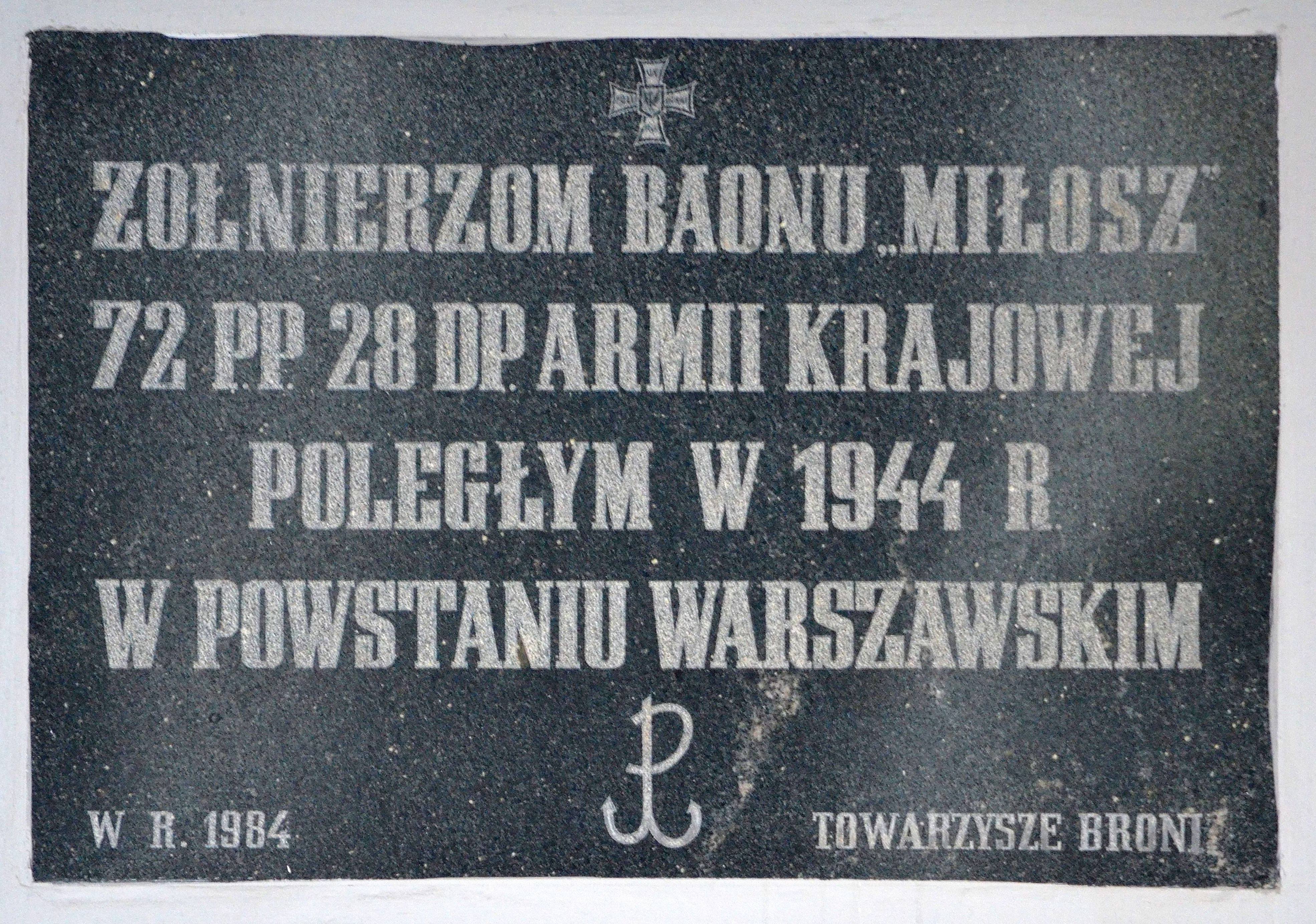
Tablica upamiętniająca żołnierzy batalionu „Miłosz” z 72 pułku piechoty na frontowej ścianie gmachu YMCA przy ul. Konopnickiej 6

72 pułk piechoty AK – pułk Armii Krajowej utworzony po 20 września w trakcie powstania warszawskiego w ramach 28 Dywizji Piechoty AK im. Stefana Okrzei.
Dowódcą pułku był ppłk. art. Jan Szczurek Cergowski „Sławbor”.
W skład pułku weszły oddziały:
- Batalion Golski
- Batalion „Miłosz”
- Batalion Stefan
- Batalion „Ostoja”